# Trigonopterus batukarensis

Trigonopterus batukarensis (лат.) — вид жуков-долгоносиков рода Trigonopterus из подсемейства Cryptorhynchinae (Curculionidae). Встречаются на острове Бали (Индонезия, Mt. Batukaru: 835–1310 м).

## Описание
Мелкие нелетающие жуки-долгоносики, длина от 2,48 до 2,78 мм; в основном чёрного цвета с бронзовым отливом (усики светлее). Тело субовальное, переднегрудка грубо скульптирована крупными пунктурами. От близкого вида Trigonopterus kintamanensis отличается деталями строения гениталий самца. Крылья отсутствуют. Рострум укороченный, в состоянии покоя не достигает середины средних тазиков. Надкрылья с 9 бороздками. Коготки лапок мелкие. В более ранних работах упоминался как «Trigonopterus sp. 340».
Вид был впервые описан в 2014 году немецким колеоптерологом Александром Риделем (Alexander Riedel; Museum of Natural History Karlsruhe, Карлсруэ, Германия), совместно с энтомологами Рене Тэнзлером (Rene Tänzler; Zoological State Collection, Мюнхен), Майклом Бальке (Michael Balke; GeoBioCenter, Ludwig-Maximilians-University, Мюнхен, Германия), Кахийо Рахмади (Cahyo Rahmadi; Indonesian Institute of Sciences, Research Center for Biology, Cibinong, Западная Ява, Индонезия), Яйюк Сухарджоно (Yayuk R. Suhardjono; Zoological Museum, Cibinong Science Center - LIPI, Jl. Raya Jakarta-Bogor, Индонезия), осуществившими ревизию фауны жуков рода Trigonopterus на острове Ява. Включён в состав видовой группы T. saltator-group вместе с видами Trigonopterus aeneomicans, T. enam, T. delapan, T. disruptus, T. dua, T. empat, T. fissitarsis, T. kintamanensis, T. klatakanensis и другими таксонами.